# Heinz-Ulrich Nennen
Heinz-Ulrich Nennen (* 1955 in Rheine im Emsland) ist ein deutscher Philosoph. Seit 2004 ist er Professor für Philosophie am Karlsruher Institut für Technologie (KIT) an der dortigen Fakultät für Geistes- und Sozialwissenschaften im Institut für Philosophie.

## Werdegang
Nennen studierte Philosophie, Soziologie, und Erziehungswissenschaften in Münster. Die Promotion folgte 1989 mit einer Dissertation unter dem Titel „Ökologie im Diskurs.“ Von 1993 bis 2001 war er im Bereich Diskurs an der Akademie für Technikfolgenabschätzung in Stuttgart tätig. 2002/2003 lehrte er am Lehrstuhl für Technikphilosophie in Cottbus. Seine Habilitation folgte 2003 mit einer Studie über die Sloterdijk–Debatte unter dem Titel „Philosophie in Echtzeit“. Seit 2004 ist er Hochschullehrer für Philosophie in Karlsruhe.

## Philosophische Theorie und Praxis

### Lehrveranstaltungen
- Philosophie – Europäische Kultur- und Ideengeschichte (EuKliD) – Ethisch–Philosophisches Grundlagenstudium (EPG), (Lehramt am Gymnasium) – Seminare zur Selbsterfahrung am House of Competence (HoC).
- Themen: Philosophische Psychologie – Selbsterfahrung, Heldenreise – Mythen, Märchen, Meistererzählungen – Psychogenese, Ideengeschichte – Orientierungswissen, Selbstorientierung – Körper, Seele, Liebe, Selbst und Geist – Dialoge, Diskurse und Metaphern – Hermeneutik – Technikfolgenabschätzung – Zeitgeist- und Diskursanalysen.

### Außerhalb der Hochschule
Nennen betreibt eine Philosophische Praxis in Münster und moderiert philosophische Cafés.

## Veröffentlichungen (Auswahl)
- Pandora: Das schöne Übel. Über die dunklen Seiten der Vernunft. (= ZeitGeister. Band 3). Tredition, Hamburg 2019.
- Die Urbanisierung der Seele. Über Zivilisation und Wildnis. (= ZeitGeister. Band 2). Tredition, Hamburg 2019.
- Der Mensch als Maß aller Dinge? Über Protagoras, Prometheus und Pandora. (= ZeitGeister. Band 1). Tredition, Hamburg 2018.
- Philosophie in Echtzeit. Die Sloterdijk-Debatte: Chronik einer Inszenierung. Über Metaphernfolgenabschätzung, die Kunst des Zuschauers und die Pathologie der Diskurse. Würzburg 2003.
- Ökologie im Diskurs. Studien zu Grundfragen der Anthropologie, Ökologie und zur Ethik der Wissenschaften. Mit einem Vorwort von Dieter Birnbacher. Opladen 1991.